# Tavaszy Sándor
Tavaszy Sándor (Sárpatak, 1888. február 25. – Kolozsvár, 1951. december 8.) filozófiai író, református teológiai tanár, igazgató.

## Életpályája
A kolozsvári református teológián tanult, majd két éven át Németországban, a berlini és a jénai egyetemeken. Pályája hazatérése után is a református teológiához kapcsolódott: 1910-től tanára, később igazgatója. 1913-tól püspöki titkár, 1935-től püspökhelyettes volt. Szerkesztőként is tevékeny volt: több folyóirat (Református Szemle, Pásztortűz, Az Út stb.) szerkesztésében vett részt, az Erdélyi Helikonnak pedig a főmunkatársa volt. 1923-tól ő szerkesztette Az Út könyvtára című sorozatot. A szegedi Ferenc József Tudományegyetem Szellem és Élet c. 1936-1944-ig Bartók György által szerkesztett tudományos folyóiratban is jelentek meg tanulmányai.
1940-ben Corvin-koszorú kitüntetésben részesült.

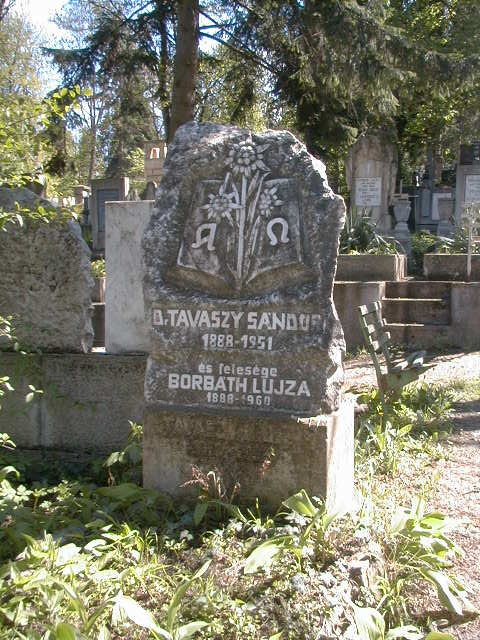
Tavaszy Sándor sírja Kolozsvárott, a Házsongárdi temetőben.

## Főbb művei
- Az ismeretelmélet és a megismerés pszichológiája (Kolozsvár, 1914)
- Schleiermacher philosophiája (Kolozsvár, 1918)
- Kálvin János élete (Cluj-Kolozsvár, 1924)
- Erdélyi szellemi életünk két döntő kérdése. Kolozsvár, 1928. (Erdélyi Tudományos Füzetek 13.)
- Heidelbergi Káté  református keresztyén egyház hitvallása; a szöveg megállapítását végezte Tavaszy Sándor, revideálták Imre Lajos, Makkai Sándor; 2. átdolg. kiad.; Erdélyi Református Egyházkerület, Cluj-Kolozsvár, 1930
- Kierkegaard személyisége és gondolkozása (Cluj-Kolozsvár, 1930)
- A lét és valóság – Az egzisztencializmus filozófiájának alapproblémái (Kolozsvár, 1933)
- Erdélyi tetők. Úti élmények és természeti képek (Cluj, 1938)
- Erdélyi személyiségek (Bp., 1942)
- A két Apafi fejedelem (Kolozsvár, 1943)
- A szenvedés titka (Kolozsvár, 1947)
- Válogatott filozófiai írások (Szeged, 1999)